# Lockhart Shire
Koordinaten: 37° 13′ S, 146° 43′ O

Lockhart Shire ist ein lokales Verwaltungsgebiet (LGA) im australischen Bundesstaat New South Wales. Das Gebiet ist 2.895,8 km² groß und hat etwa 3.300 Einwohner.
Lockhart liegt im Süden des Staates im Gebiet zwischen Murrumbidgee und Murray River etwa 310 km westlich der australischen Hauptstadt Canberra und 520 km südwestlich der Metropole Sydney. Das Gebiet umfasst 22 Ortsteile und Ortschaften: Bidgeemia, Brookong, Cullivel, Fargunyah, French Park, Milbrulong, Munyabla, Osborne, Pleasnat Hills, Ryan, Tootool, Urangeline, Urangeline East, Wrathall, Yerong Creek und Teile von Alma Park, Boree Creek, Henty, Lockhart, Rand, The Rock und Urana. Der Sitz des Shire Councils befindet sich in Lockhart im Nordwesten der LGA, wo etwa 1000 Einwohner leben.

## Verwaltung
Der Lockhart Shire Council hat neun Mitglieder, die von den Bewohnern der drei Wards gewählt werden (je drei Councillor aus A, B und C Ward). Diese drei Bezirke sind unabhängig von den Ortschaften festgelegt. Aus dem Kreis der Councillor rekrutiert sich auch der Mayor (Bürgermeister) des Councils.